# ويليام بون
ويليام بون (بالإنجليزية: William Boone)‏ هو فيلسوف ورياضياتي أمريكي، ولد في 16 يناير 1920 في سينسيناتي في الولايات المتحدة، وتوفي في 14 سبتمبر 1983 في أوربانا في الولايات المتحدة.